# 埃本·亚历山大
埃本·亚历山大三世（英語：Eben Alexander III；1953年12月11日—）是一位美国神经外科医生和作家。2008年，他在治疗脑膜炎时进入了医学诱导的昏迷状态。他的著作《天堂的证据：一位神经外科医生的来世之旅》（2012年）描述了他在昏迷期间的濒死体验。在书中，他声称意识并非大脑的产物，人死后意识仍然存在，并且可以进入来世。